# Quattro Pro
Quattro Pro, originariamente chiamato solo Quattro, è un foglio elettronico inizialmente sviluppato da Borland e pubblicizzato come un'evoluzione rispetto al concorrente Lotus 1-2-3. Durante le fasi di sviluppo il programma era noto con il nome in codice di "Buddha", ma per la versione finale fu scelta la denominazione "Quattro" presa dalla lingua italiana. Borland Quattro 1.0 fu pubblicato nel 1988 e supportava il sistema operativo DOS. Successivamente il programma venne sviluppato anche per l'ambiente Microsoft Windows.
La denominazione "Quattro Pro" fu introdotta alla fine del 1989 per l'edizione del programma in vendita a partire dall'anno successivo.
Nel 1994 il software è stato ceduto a Novell che ha portato avanti una strategia di integrazione con il programma di videoscrittura WordPerfect. Due anni più tardi nel 1996 sia Quattro Pro che WordPerfect sono stati ceduti a Corel che li ha inclusi in una suite di applicazioni denominata WordPerfect Office.